# Akrobatické lyžování na Zimních olympijských hrách 1998
Akrobatické lyžování na olympiádě v Nagánu.

## Program
| Den    | Datum          | Zahájení (UTC+9) | Zahájení (SEČ) | Závod                                |
| ------ | -------------- | ---------------- | -------------- | ------------------------------------ |
| den 2  | 8. února 1998  | 9:30             | 1:30           | jízda v boulích muži – kvalifikace   |
| den 2  | 8. února 1998  | 9:30             | 1:30           | jízda v boulích ženy – kvalifikace   |
| den 5  | 11. února 1998 | 12:00            | 4:00           | jízda v boulích muži – finále        |
| den 5  | 11. února 1998 | 12:00            | 4:00           | jízda v boulích ženy – finále        |
| den 10 | 16. února 1998 | 9:30             | 1:30           | akrobatické skoky muži – kvalifikace |
| den 10 | 16. února 1998 | 9:30             | 1:30           | akrobatické skoky ženy – kvalifikace |
| den 12 | 18. února 1998 | 10:15            | 2:15           | akrobatické skoky muži – finále      |
| den 12 | 18. února 1998 | 10:15            | 2:15           | akrobatické skoky ženy – finále      |

## Medailové pořadí zemí
| Pořadí | Země                         | Zlato | Stříbro | Bronz | Celkově |
| ------ | ---------------------------- | ----- | ------- | ----- | ------- |
| 1.     | Spojené státy americké (USA) | 3     | 0       | 0     | 3       |
| 2.     | Japonsko (JPN)               | 1     | 0       | 0     | 1       |
| 3.     | Finsko (FIN)                 | 0     | 1       | 1     | 2       |
| 4.     | Německo (GER)                | 0     | 1       | 0     | 1       |
| 4.     | Čína (CHN)                   | 0     | 1       | 0     | 1       |
| 4.     | Francie (FRA)                | 0     | 1       | 0     | 1       |
| 7.     | Bělorusko (BLR)              | 0     | 0       | 1     | 1       |
| 7.     | Norsko (NOR)                 | 0     | 0       | 1     | 1       |
| 7.     | Švýcarsko (SUI)              | 0     | 0       | 1     | 1       |
|        | Celkem                       | 4     | 4       | 4     | 12      |

## Medailisté

### Muži
| Disciplína        | Zlato                                        | Výkon  | Stříbro                           | Výkon  | Bronz                                | Výkon  |
| ----------------- | -------------------------------------------- | ------ | --------------------------------- | ------ | ------------------------------------ | ------ |
| akrobatické skoky | Eric Bergoust · Spojené státy americké (USA) | 255,64 | Sébastien Foucras · Francie (FRA) | 248,79 | Dmitrij Daščinskij · Bělorusko (BLR) | 240,79 |
| jízda v boulích   | Jonny Moseley · Spojené státy americké (USA) | 26,93  | Janne Lahtela · Finsko (FIN)      | 26,00  | Sami Mustonen · Finsko (FIN)         | 25,76  |

### Ženy
| Disciplína        | Zlato                                         | Výkon  | Stříbro                                | Výkon  | Bronz                              | Výkon  |
| ----------------- | --------------------------------------------- | ------ | -------------------------------------- | ------ | ---------------------------------- | ------ |
| akrobatické skoky | Nikki Stoneová · Spojené státy americké (USA) | 193,00 | Nannan Xuová · Čína (CHN)              | 186,97 | Colette Brandová · Švýcarsko (SUI) | 171,83 |
| jízda v boulích   | Tae Satojová · Japonsko (JPN)                 | 25,06  | Tatjana Mittermayerová · Německo (GER) | 25,06  | Kari Traaová · Norsko (NOR)        | 24,09  |